# بیمارستان یادبود باپتیست (مثلث طلایی)
بیمارستان یادبود باپتیست (مثلث طلایی) (به انگلیسی: Baptist Memorial Hospital-Golden Triangle) بیمارستانی  در  کشور ایالات متحده آمریکا است  و دارای ۳۲۸ تخت است.